# Mezerana
Mezerana est une commune de la wilaya de Médéa en Algérie.

## Géographie
La commune est située dans le tell central algérien dans l'Atlas blidéen a environ 75 km au sud d'Alger et a 82 km a l est de Médéa et a environ 125 km au sud-ouest de Tizi Ouzou et à  78 km au sud-ouest de Boumerdès  et a 11 km au sud de Tablat et à 60 km à l'ouest de  Bouira 
|                        | Tablat                          |           |
| Aissaouia , Bouchrahil | Mezrana                         | Maghraoua |
|                        | Sidi Errabia, El Guelb El Kebir |           |